# Kyle Larson
Kyle Miyata Larson (nascut a Sacramento, Califòrnia, el 31 de juliol de 1992) és un automobilista professional nord-americà que va córrer a la NASCAR Cup Series.
Larson es va unir a l'equip de Chip Ganassi Racing des de la temporada de 2014 per a l'inici de la temporada 2020 al cotxe número 42. En aquest equip va guanyar nou victòries. Va ser suspès de les autoritats de NASCAR i després acomiadat de l'equip Ganassi a l'abril de 2020 a causa d'un incident de frases racistes en una cursa de carreres virtuals.
NASCAR restaura l'estat de Larson a l'octubre de 2020. A partir de la temporada 2021 va córrer en l'equip Hendrick Motorsports al cotxe número 5.